# Équations de Roothaan
Les équations de Roothan sont une représentation des équations Hartree-Fock dans une base non orthonormale qui peut être de type gaussien ou de type Slater. Elles s'appliquent à des molécules ou atomes à orbitales fermées, c'est-à-dire dans lesquels toutes les orbitales moléculaires ou orbitales atomiques, respectivement, sont doublement occupées. Elles sont généralement appelées théorie Hartree-Fock restreinte.
La méthode fut développée de manière indépendante par Clemens Roothaan et George G. Hall en 1951, et est pour cette raison parfois appelée équations de Roothaan-Hall,,. Les équations de Roothaan peuvent être écrites sous la forme d'un problème aux valeurs propres généralisé :
{\displaystyle \mathbf {F} \mathbf {C} =\mathbf {S} \mathbf {C} \mathbf {\epsilon } }
où F est la matrice de Fock, C une matrice de coefficients, S la matrice de recouvrement des fonctions de base, et {\displaystyle \mathbf {\epsilon } } est la matrice (diagonale, par convention) des énergies des orbitales. Dans le cas d'une base orthonormalisée, la matrice de recouvrement S se réduit à une matrice identité.

## Sources
- (en) Cet article est partiellement ou en totalité issu de l’article de Wikipédia en anglais intitulé « Roothaan equations » (voir la liste des auteurs).